# Das Porträt (Gogol)

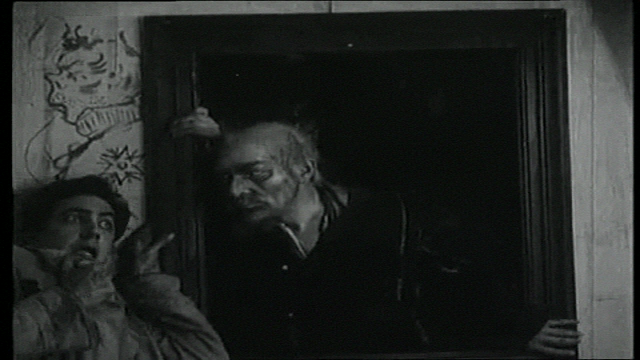
Das Porträt., Ausschnitt aus dem russischen Stummfilm.

Das Porträt (russisch Портрет, Portret) ist eine Erzählung des russischen Schriftstellers Nikolai Gogol aus dem Zyklus Petersburger Novellen. 1833/1834 entstanden, erschien der Text 1835 im ersten Teil der zweiteiligen Sammlung Arabesken. Eine überarbeitete Fassung kam 1842 im Sowremennik heraus.

## Handlung (Endfassung 1842)
1
Der 22-jährige verarmte Maler Andrej Petrowitsch Tschartkow erwirbt in einer kleinen Petersburger Gemäldehandlung im Stschukin dwor für einen Spottpreis von zwanzig Kopeken ein verstaubtes Porträt. Darauf blickt ein gealterter Asiate in weitem Gewand mit dunklem Gesicht den Betrachter an. Zu Hause in seinem gemieteten spartanisch möblierten Zimmer auf der Wassiljewski-Insel erschrickt Tschartkow des Nachts bei Mondschein vor dem lebendigen Gesicht des Alten an der Wand. Im Rahmen des Porträts sind tausend blitzende Golddukaten versteckt. Tschartkow begleicht seine Mietschuld, kleidet sich neu ein und bezieht eine luxuriöse Wohnung auf dem Newski-Prospekt. Mit Geld lässt sich manches arrangieren. Ein Journalist streicht den jungen Maler als das Petersburger Talent heraus. Allmählich kommt Tschartkow dahinter, in welcher Pose die begüterten, von ihm porträtierten Petersburger verewigt werden möchten, und avanciert zum Modemaler. Für Lobsprüche seiner ziemlich rasch hingeworfenen Arbeiten bezahlt er Beifallsklatscher gern und berauscht sich an deren Übertreibungen. Tschartkow kommt in die Jahre und wird in der Presse manchmal „unser verdienter Andrej Petrowitsch“ genannt. Rückblickend auf sein Lebenswerk lässt Tschartkow die meisten seiner Bilder nicht mehr gelten und aus dem prächtigen Atelier entfernen. Bei solcher Entrümpelung stößt er auf jenes oben erwähnte Porträt des alten Mannes. Auch dieses verhasste Meisterwerk muss sogleich aus dem Atelier hinausgeschafft werden. Tschartkows Hass richtet sich fortan auf jedes erreichbare Gemälde talentierter Kollegen. Er verwendet sein inzwischen bedeutendes Vermögen für den Aufkauf solcher Meisterwerke. Diese werden von ihm, einmal in seinen Besitz gelangt, zerrissen, zerfetzt und unter Gelächter zertrampelt. Tschartkow stirbt verarmt in hoffnungslosem Wahnsinn.
2
Das Porträt mit dem Asiaten entgeht der Zerstörung und gelangt auf einer Petersburger Auktion unter den Hammer. Als sich zwei aristokratische Gemäldeliebhaber im Finale der Versteigerung beständig überbieten, bringt der bekannte, um die fünfunddreißig Jahre alte Maler B. die beiden Kontrahenten zum Schweigen. Vor versammeltem Publikum gibt B. die Geschichte des Gemäldes zum Besten: Zu Zeiten der Französischen Revolution, unter der Herrschaft Katharinas II., lebte in Kolomna ein Wucherer, der jenen weiten asiatischen Mantel trug. Die meisten Petersburger, die von ihm Geld geliehen hatten, starben eines unnatürlichen Todes. B.s Vater, der seinerzeit im Auftrage der Kirche malte, fand, dieser Kolomnaer Wucherer sei das geeignete Vorbild für den Teufel auf seinen Auftragswerken. Der kinderlose alternde Wucherer ließ sich geduldig porträtieren, weil es sicherlich bald ans Sterben ging und er auf dem Bilde weiterleben wollte. Offenbar sei das gelungen – denke man nur an jene Gewalt, die aus den Augen des Porträtierten strahlte. Wirklich – bald starb der Wucherer. Sein Leben allerdings wurde durch übernatürliche Kraft im Bilde erhalten. Als B.s Vater das Gemälde zerstückeln wollte, bettelte es ihm ein befreundeter Kollege ab. Befreit hatte der Vater damals aufgeatmet, doch der neue Besitzer, dieser kein bisschen abergläubische Malerkollege, wurde von dem bösen Geist des Wucherers verfolgt. Das Porträt wechselte mehrfach den Besitzer. Als 20-Jähriger hatte der Maler B. von seinem Vater den Auftrag bekommen, das Porträt – eine Teufelserscheinung – um jeden Preis zu vernichten. Nun, nach fünfzehn Jahren der Suche, sei B. auf der Auktion endlich fündig geworden. Als B. zu Tat schreiten will, hängt das Porträt nicht mehr. Auch das Publikum im Saal hatte, abgelenkt durch B.s fesselnde Erzählung, den Diebstahl nicht bemerkt.

## Adaptionen
- 1915: Das Porträt[7] Stummfilm (8 min) von Władysław Starewicz mit  Andrei Gromow.[8] und Iwan Lasarew[9] bei YouTube.

## Entstehung
Die Gestalt des asiatisch gekleideten Wucherers habe Gogol einer Begebenheit aus dem Russisch-Türkischen Krieg (1806–1812) entnommen, wobei die Verschleierung der Chronologie ein hervorstechendes Kompositionsmerkmal sei.
Die beschriebene Auktion soll sich 1832 zugetragen haben.
In der Zeit vom 6. Juni 1836 bis Anfang Oktober 1841 hatte sich Gogol mehrmals in Rom aufgehalten. Während dieser Zeit habe er nach eigener Aussage Das Porträt neu geschrieben.
Die Passagen in der Erzählung, die Kunst und den Künstler betreffend, seien von Wackenroders Phantasien über die Kunst, für Freunde der Kunst, (Ludwig Tieck (Hrsg.), Verlag Friedrich Perthes, Hamburg 1799) beeinflusst. Die Komposition des Textes erinnere entfernt an E. T. A. Hoffmanns Sandmann und an Den unheimlichen Gast. Das zentrale Motiv – die übernatürliche Kraft – aus den Augen des Wucherers strahlend – könnte auf Maturins Melmoth der Wanderer zurückgehen.

## Rezeption
- Belinski habe den ersten Teil der Erzählung gelobt. Der zweite Teil allerdings sei nichts wert.[11]
- In Schröders Essay Gogols »Lachen unter Tränen« wird ein oben nicht angesprochenes Detail hervorgehoben: Der Maler des Porträts, also der Vater des Malers B. aus dem zweiten Teil der Erzählung, findet erst die Kraft dem „abgebildeten“ Teufel, also dem Wucherer, ein „göttliches Wunderwerk entgegenzustellen“, nachdem er sich nach Art christlicher Einsiedler in der Einöde gründlich kasteit hat.[12]
- Schuld an dem bösen Zauber, der vom Porträt ausgeht, trage der Maler, weil er die „Natur“ des Wucherers habe möglich getreu abbilden wollen.[13]

## Verwendete Ausgabe
- Das Porträt. S. 83–167 in Nikolai Gogol: Petersburger Erzählungen. Mit 35 Reproduktionen nach Farblithographien von Vikor Vilner. Aus dem Russischen übertragen von Georg Schwarz und Werner Creutziger[14]. Mit einem Essay von Ralf Schröder vom August 1982. Prisma, Gütersloh 1883. ISBN 3-570-09111-2